# Jan (Aleksiejew, arcybiskup gorkowski)
Jan, imię świeckie Gieorgij Michajłowicz Aleksiejew (ur. 8 stycznia?/20 stycznia 1892 w Gatczynie, zm. 16 czerwca 1966) – rosyjski biskup prawosławny.

## Życiorys
Ukończył szkołę realną w Gatczynie, następnie w 1910 podjął studia w instytucie technologicznym, jednak nie ukończył ich. W 1918 ukończył Petersburską Akademię Duchowną z tytułem kandydata nauk teologicznych. Podjął pracę nauczyciela. W 1931 wyświęcony na kapłana, służył w Tallinnie.
17 grudnia 1955 złożył wieczyste śluby mnisze w ławrze Troicko-Siergijewskiej, 22 grudnia tego samego roku został podniesiony do godności archimandryty. 25 grudnia 1955 przyjął chirotonię biskupią z tytułem biskupa tallińskiego i estońskiego. W charakterze konsekratorów w ceremonii udział wzięli patriarcha moskiewski i całej Rusi Aleksy I, metropolita kruticki i kołomieński Mikołaj, arcybiskup Aleutów i Ameryki Północnej Borys oraz biskup łuski Roman. W latach 1958–1961 łączył zarząd eparchii estońskiej z tymczasowym kierownictwem eparchii ryskiej.
Od 1961 do 1965 arcybiskup gorkowski i arzamaski. W 1965 odszedł w stan spoczynku. Żył w Gorkim; zmarł w 1966. Został pochowany na cmentarzu prawosławnym w Tallinnie.
Miał córkę Wierę, która w 1950 przez kilka miesięcy była żoną Aleksieja Ridigiera, późniejszego patriarchy Aleksego II.